# オマハ級軽巡洋艦
オマハ級軽巡洋艦（オマハきゅう けいじゅんようかん、Omaha class Cruiser ）はアメリカ海軍が第一次世界大戦後に最初に建造した軽巡洋艦の艦級である。第二次世界大戦に参加したアメリカ海軍の巡洋艦で最も古く、基本的に第一次世界大戦型の設計思想だった。

## 概要
アメリカ海軍は大艦巨砲主義に基く艦隊決戦と日本海軍の新造巡洋艦への対抗を想定してオマハ級を艦隊型偵察巡洋艦・嚮導巡洋艦として建造した。駆逐艦の高性能・大型化を考慮し、主武装は標準的駆逐艦の主砲が4インチ砲クラスであった時代に、それを凌駕する6インチ(15.2cm)砲を搭載し、機動性は駆逐艦と同等の35 ノットという破格の高速発揮ができ、船体は排水量約7,000 トンで全長555 フィート(169.4 m) 以上と長かった。

## 艦体

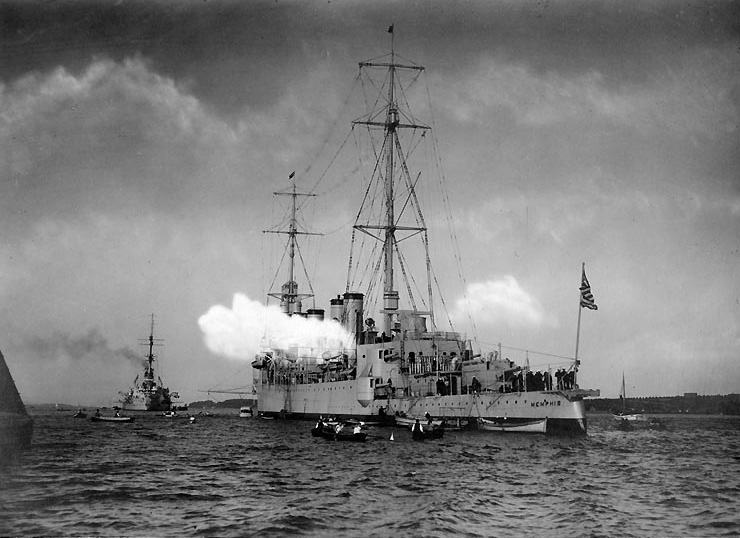
竣工後の艦容の判る写真(写真はメンフィス)

船体形状は同時期のアメリカ海軍のクレムソン級駆逐艦と同様の高い艦首から低い艦尾までなだらかに傾斜する平甲板型船体である。乾舷の高い艦首から前述の通り15.2cm砲を箱型の連装砲塔に納め前部に1基、その背後に15.2cm単装砲を舷側にケースメイト（砲郭）配置で上下に2門を左右計4門配置した。その上に艦橋を基部にもつ三脚式の前檣が立つ。

三脚檣の背後に4本の煙突が立っているが、本級の機関は「シフト配置」を採用しているために煙突は2番煙突と3番煙突の間は広く取られており、煙突の周りは艦載艇置き場となっている。3番・4番煙突の中段には探照灯台が設けられている。4番煙突から後ろは簡便な単脚檣があり、その左右甲板上53.3cm3連装魚雷発射管が片舷1基ずつ計2基6門と、更に舷側には隠蔽式の53.3cm水上連装魚雷発射管が片舷1基ずつの計2基4門が備わっている。その背後に後ろ向きにケースメイト配置の15.2cm単装砲が4門と主砲塔1基が載る。4本煙突を持つオマハ級は同じ4本煙突を持つ旧式駆逐艦のシルエットと酷似していた。

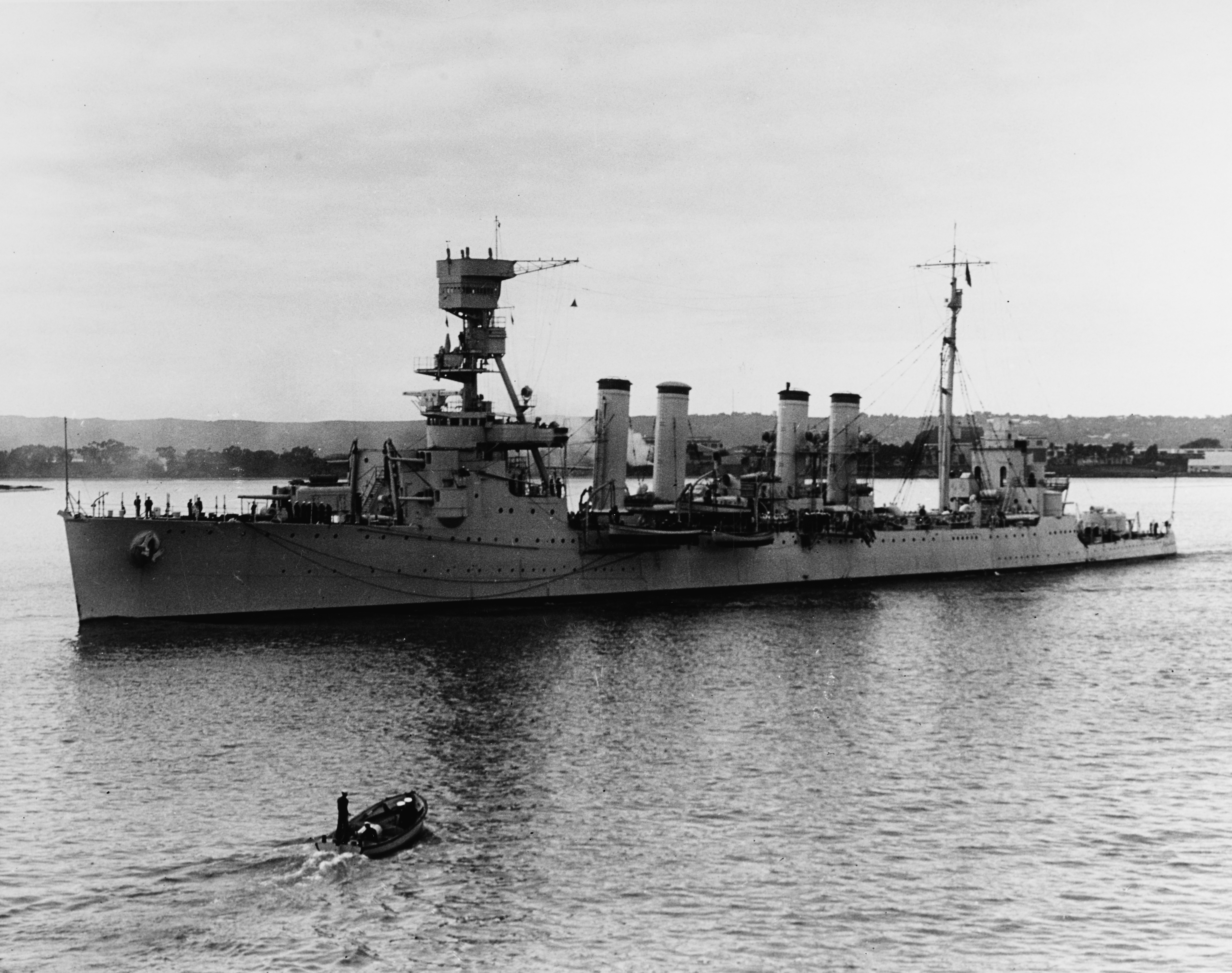
近代化改装後のマーブルヘッド

しかし、細い船体に比して高い艦上構造物は荒天時の復元性に問題を抱え、1930年代に各艦随時ドック入りして前後のマストを切り詰め、代わりに前部三脚檣の中段に見張り所を設け、戦闘艦橋の左右にトラス構造の信号ヤードを取り付けた。また、軽量化は主武装にも及び「シンシナティ」「ローリー」「デトロイト」「リッチモンド」「マーブルヘッド」は舷側ケースメイト後部4基のうち下段2基を撤去して構造物自体の高さを減じさせ、これにより片舷指向門数は8門から7門に減少した。

## 兵装

### 主砲
主砲は新設計の「Mk 12 15.2cm（45口径）速射砲」である。47.7kgの砲弾を最大仰角30度で23,130mまで、仰角20度で19,290mまで届かせる射程を得ている。俯仰能力は連装砲塔とケースメイト配置で異なり砲塔形式では最大仰角30度・俯角10度で、舷側ケースメイトは最大仰角20度・俯角10度で砲塔形式とケースメイト配置で有効射程が異なる結果となり、片舷での全力射撃時には能力の劣るケースメイト側の射程に引きずられる設計となっていた。旋回角度は砲塔形式は艦首尾線方向を0度として左右150度の広い旋回角度を持つ。ケースメイト側が真横を0度として左右75度の旋回角度であった。発射速度は毎分7発であるが実用速度は5発程度であった。

### 備砲、魚雷兵装
高角砲は「Mark 11 7.62cm（50口径）高角砲」を採用している。5.9kgの砲弾を仰角43度で13,350m、最大仰角85度で9,270mの高度まで到達できた。これを単装砲架で左右方向に180度旋回でき、俯仰は仰角85度・俯角15度で発射速度は毎分15～20発だった。他に主砲では手に負えない相手への対抗として53.3cm魚雷発射管を三連装で片舷2基と連装発射管で2基ずつ計10門を装備した。

## 機関配置
アメリカ海軍軽巡洋艦では初めて「シフト配置」を採用している。ボイラー室と機関室2組ずつを交互に配置しており、構成は艦橋の真後ろに前部ボイラー4基と前部機械室、後部ボイラー4基と後部機械室の順である。本級の主缶にはヤーロウ式重油専焼水管缶8基を採用し、主機関にはギヤード･タービン4基4軸を組み合わせた結果、公試において最大出力90,000馬力、速力35ノットを発揮し、抵抗の少ない細長い船体形状により常時20ノットで高速巡航する事ができた。

## 問題点
オマハ級には様々な問題点があった。当初計画より装備が増加したことで吃水が深くなって冠水する部分も生じ、また乗員の増加により居住性の悪化も招いた。設計上の問題では、後部両舷下部の6インチ砲が波浪により射撃困難となりやすいなどがあり、それらを撤去の上で上構中心線上に6インチ砲1門を新たに装備することが計画されたものの、実施は「マーブルヘッド」のみにとどまった。高速時に燃料タンクに海水が入りこむという水密性の欠陥もあり、それによって航行不能に陥るといった事態も起こった。

## 艦歴
本級は設計中に類別変更を受けて偵察巡洋艦から軽巡洋艦となった。オマハとミルウォーキーは1918年に建造が開始され、1924年までに完成し、他の同型艦も1920年から建造を開始して1924年から1925年にかけて完成した。運用を開始すると細身の船体形状のために復元性の不足や兵装配置からくる居住性の難点が指摘され、前檣・後檣のトップを短縮したり、艦内装備の魚雷発射管の撤去と舷側閉塞を行い対処している。
戦前から哨戒任務に従事していた。太平洋戦争では真珠湾攻撃時の「ローリー」とジャワ沖海戦での「マーブルヘッド」損傷時の戦訓から前線での任務には堪えられないと評価され、第二線任務にまわされた。結果、ガダルカナル島の攻防など激戦地に投入されることはなく、大西洋やアリューシャン列島方面など非激戦地での支援や哨戒に徹して（デトロイトのみ、大戦末期に第38任務部隊の補給部隊に配属）喪失艦なく終戦を迎えた。
大戦中の主な活躍は、一番艦の「オマハ」が1941年11月にドイツの封鎖突破船オーデンヴァルトを捕獲した戦果が挙げられる。
また二番艦の「ミルウォーキー」はレンドリース法に基づいてソ連海軍に貸与され、ムルマンスク (Мурманск) として一時期就役した。

## 同型艦
- オマハ (USS Omaha, CL-4)
- ミルウォーキー (USS Milwaukee, CL-5)
- シンシナティ (USS Cincinnati, CL-6)
- ローリー (USS Raleigh, CL-7)
- デトロイト (USS Detroit, CL-8)
- リッチモンド (USS Richmond, CL-9)
- コンコード (USS Concord, CL-10)
- トレントン (USS Trenton, CL-11)
- マーブルヘッド (USS Marblehead, CL-12)
- メンフィス (USS Memphis, CL-13)